# Coccolithophorida
Die Coccolithophorida (auch Coccolithales oder Coccolithophorales, deutsch: Kalkflagellaten) sind eine systematische Gruppe (Taxon) komplexer einzelliger Algen aus der übergeordneten Gruppe Haptophyta. Sie zeichnen sich dadurch aus, dass der organische Zellkörper von einer Kugel aus Calciumcarbonat-Plättchen, der Coccosphäre, umschlossen ist. Die einzelnen Kalkplättchen werden Coccolithen genannt und bestehen stets aus dem Mineral Calcit. Mit einer Größe von oft weniger als 20 µm werden Kalkflagellaten zum kalkigen Nannoplankton gezählt. Aus einigen Epochen der jüngeren Erdgeschichte sind Kalksteine überliefert, die fast ausschließlich aus Coccolithen bestehen, so auch das Kreidegestein, nach dem die Kreidezeit benannt ist.

## Etymologie und taxonomische Geschichte
Der Name Coccolithophorida geht zurück auf Coccolithophora Lohmann, einen heute ungültigen Gattungsnamen (Synonym von Coronosphaera). Da früheren Bearbeitern noch unklar war, ob sie die Gruppe dem Pflanzenreich oder dem Tierreich (als aberrante „Flagellaten“) zuordnen sollten, wurden sie in beiden Gruppen, mit voneinander abweichenden Nomenklaturregeln, beschrieben. Dementsprechend wurde zuerst der Name Coccolithophoridae (eine Familie, unter Anwendung des ICZN für „Tiere“), später Coccolithophoraceae unter Anwendung des ICBN, geprägt. Später wurde auf dieser Grundlage eine Ordnung Coccolithophorales aufgestellt, die später Coccosphaerales genannt wurde (in die Klasse Prymnesiophyceae gestellt). Als Coccolithophoriden (englisch coccolithophorids) im weiteren Sinn (sensu lato) werden schließlich synonym alle Haptophyta bezeichnet.

## Kalkflagellaten in der Erdgeschichte

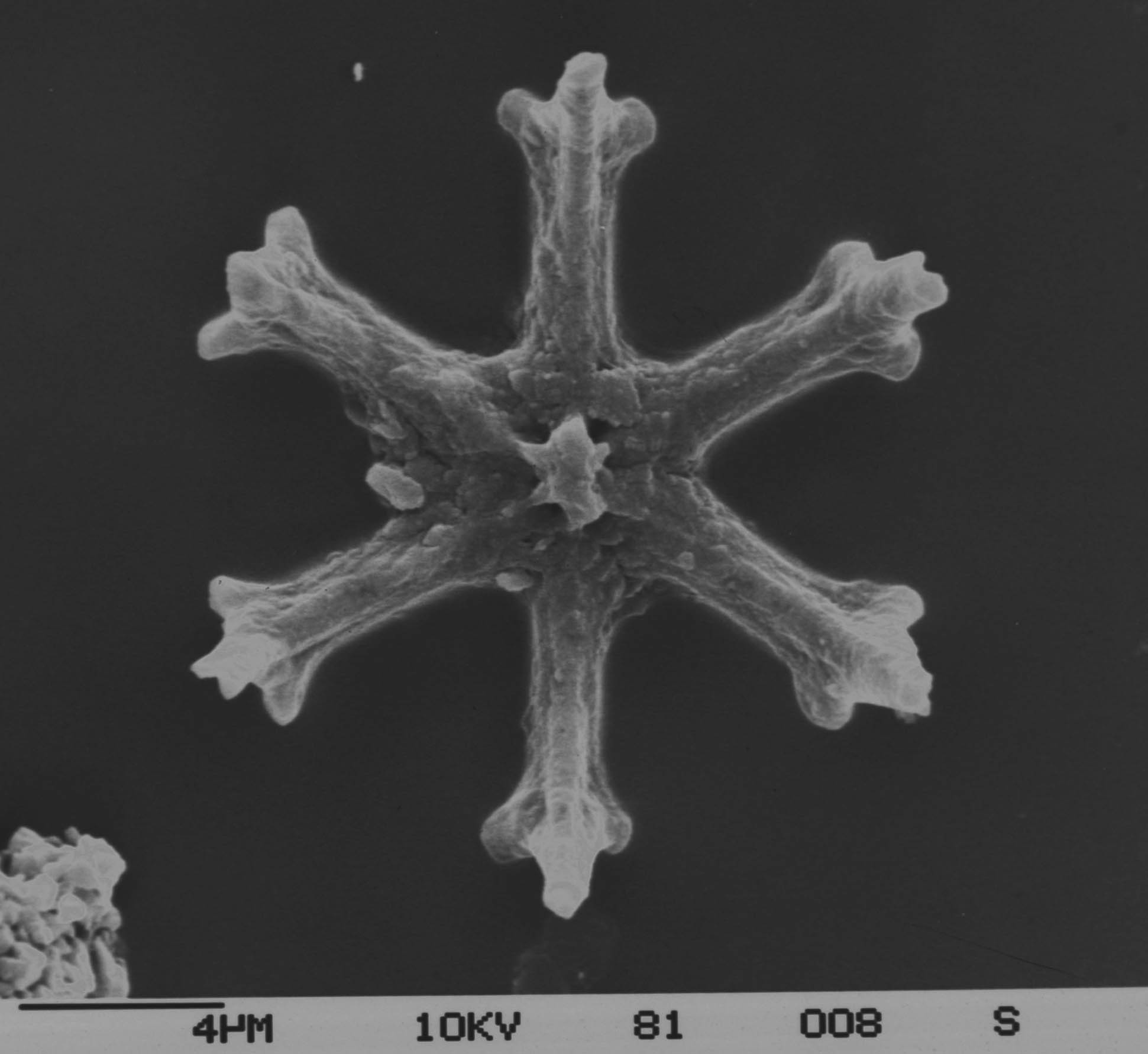
REM-Aufnahme eines Coccolithen von Discoaster surculus aus dem Paläogen

Die Kalkflagellaten traten in der Erdgeschichte gesteinsbildend auf. Sie müssen sich in diesen Zeiten extrem stark im obersten Teil der Wassersäule der Schelfmeere vermehrt haben und nach Ende ihres Lebenszyklus auf den Meeresgrund abgesunken (sedimentiert) sein. Aus dem resultierenden Sediment, dem sogenannten Coccolithenschlamm, ist nachfolgend durch Diagenese Kalkstein gebildet worden. Coccolithen bilden unter anderem einen wesentlichen Bestandteil der Kreidefelsen von Rügen, Møn und der südenglischen Kreideküste bei Dover. In einem Kubikzentimeter Kreide sind rund 800 Millionen Coccolithen enthalten. Erste sichere Funde der Coccolithophoriden stammen aus der Trias. Die größte Verbreitung und Formenvielfalt erreichten sie in der Kreide. Das große Massenaussterben am Ende dieses Zeitalters verursachte einen starken Rückgang dieser Algen. Einen neuen Höhepunkt der Formenvielfalt und Verbreitung erreichten sie vor ca. 50 Millionen Jahren im Eozän. Die rezente Gattung Braarudosphaera lässt sich bis in die Kreide zurückverfolgen.
Für die Wissenschaft sind sie von Bedeutung, da man anhand ihrer fossilen Reste in den Sedimenten sowohl auf das Alter dieser Ablagerungen als auch auf die ehemals herrschenden Umweltbedingungen schließen kann.

## Parasiten
Coccolithophoriden werden von Viren parasitiert, wenngleich es mit Emiliania huxleyi virus 86 (EhV-86) erst eine Viren-Spezies gibt, die dies nachweislich tut (Stand 2019). Diese Spezies, bei der es sich um ein Riesenvirus aus der Familie Phycodnaviridae handelt, wird aufgrund ihrer Wirtsspezies der Gattung Coccolithovirus zugeordnet.